# Azelainsav
Az azelainsav (másik nevén azelasav) fehér por (op. 109–111°C). Telített, egyenes láncú, 9 szénatomos dikarbonsav. A természetben is előfordul a búzában, rozsban, árpában. Ricinusolaj oxidációjakor képződik. Számos bőr- és hajkondicionáló része. Bőrgyógyászati készítményekben is alkalmazzák, általában más szerekkel kombinációban.

## Előállítás
Olajsavból, ózonnal történő oxidációval. Az ózon középen, a kettős kötésnél szakítja el az olajsav szénláncát. Melléktermékként nonánsav keletkezik (a szénlánc másik feléből).
A Malassezia furfur (másik nevén Pityrosporum ovale) nevű, az élesztőgombák közé tartozó gomba állítja elő, mely megtalálható a természetes bőrben. A nonánsav baktériumok általi lebontásakor szintén azelainsav keletkezik.

## Biológiai funkció
Növényekben az azelainsavnak vészjelző funkciója van, mely fertőzés esetén elindítja a válaszreakciót. Biológiai jelzőként szolgál, mely szalicilsav felhalmozódását okozza. A szalicilsav a növényi védekező mechanizmus fontos része.

## Felhasználás

### Polimerek és kapcsolódó anyagok
Az azelainsav észtereit kenőcsökben és plaszticizerekben használják. Hexametilén-diaminnal a Nylon 6,9 nevű műanyagot lehet elállítani.

### Bőrbetegségek

#### Akne
Az azelainsavat enyhe és közepesen súlyos akne ellen alkalmazzák, mind mitesszeres, mind fertőzéses esetben. Gátolja az aknét okozó baktérium növekedését, ezáltal tisztán tartja a bőr pórusait.

#### Rosacea[enWiki 6]
A kivörösödött bőr kezelésére az azelainsav gyulladásgátló hatását használják helyileg alkalmazott gél formájában. Bizonyos esetekben a nők szőr növekedéséről számoltak be az arcon és a nyakon.

#### Pigmentkezelés
Az azelainsavat különböző bőrszíneződések kezelésére használják, pl. melazma, fertőzés utáni hiperpigmentáció, különösen sötétebb bőrűek esetén. A hidrokinon kiváltására ajánlják olyan országokban, ahol annak biztonságossága megkérdőjeleződött (pl. EU, Japán).
Az azelainsav a tirozináz enzimet gátolja, ezzel csökkenti a melanin mennyiségét.

### Hajhullás
Egy 1988-as kutatási jelentés arra a következtetésre jutott, hogy az azelainsav cink ionnal és B6-vitaminnal kombinálva erős I-es típusú 5-alfa-reduktáz gátló. Ez az enzim (mind az I-es, mind a II-es típusa) alakítja át a tesztoszteront dihidro-tesztoszteronná. Ez az anyag felelős egyrészt a prosztata megnagyobbodásáért, másrészt a hajhagymák károsodásáért.
Klinikai próba nem erősítette meg az azelainsav hajhullás elleni hatékonyságát.

## Készítmények
Magyarországon két készítmény van forgalomban:
- FINACEA 150 mg/g gél
- SKINOREN 200 mg/g krém

Más országokban számos készítményben található azelainsav mind önállóan, mind kombinációban.

## Fordítás
- Ez a szócikk részben vagy egészben  az   Azelaic acid című angol Wikipédia-szócikk fordításán alapul.  Az eredeti cikk szerkesztőit annak laptörténete sorolja fel. Ez a jelzés csupán a megfogalmazás eredetét és a szerzői jogokat jelzi, nem szolgál a cikkben szereplő információk forrásmegjelöléseként.